# Listrognathus mengersseni
Listrognathus mengersseni är en stekelart som beskrevs av Otto Schmiedeknecht 1905. Listrognathus mengersseni ingår i släktet Listrognathus och familjen brokparasitsteklar. Arten är reproducerande i Sverige. Inga underarter finns listade i Catalogue of Life.